# Руэлас, Хулио
Хулио Руэлас (исп. Julio Ruelas; 21 июня 1870, Сакатекас — 16 сентября 1907, Париж) — мексиканский живописец, график, рисовальщик, иллюстратор и гравёр. Один из ведущих художников-символистов Латинской Америки.

## Биография

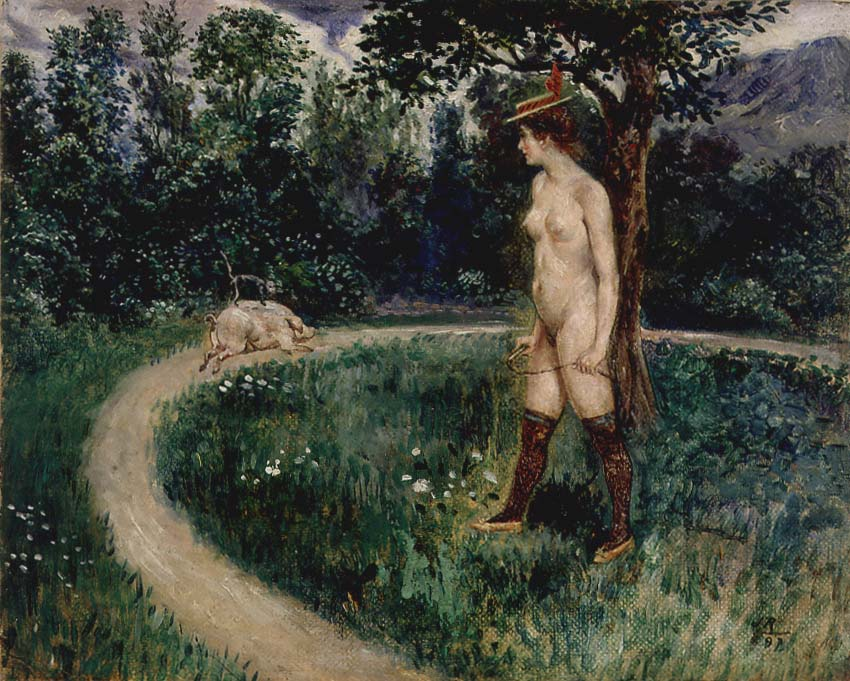
Укротительница (1897)

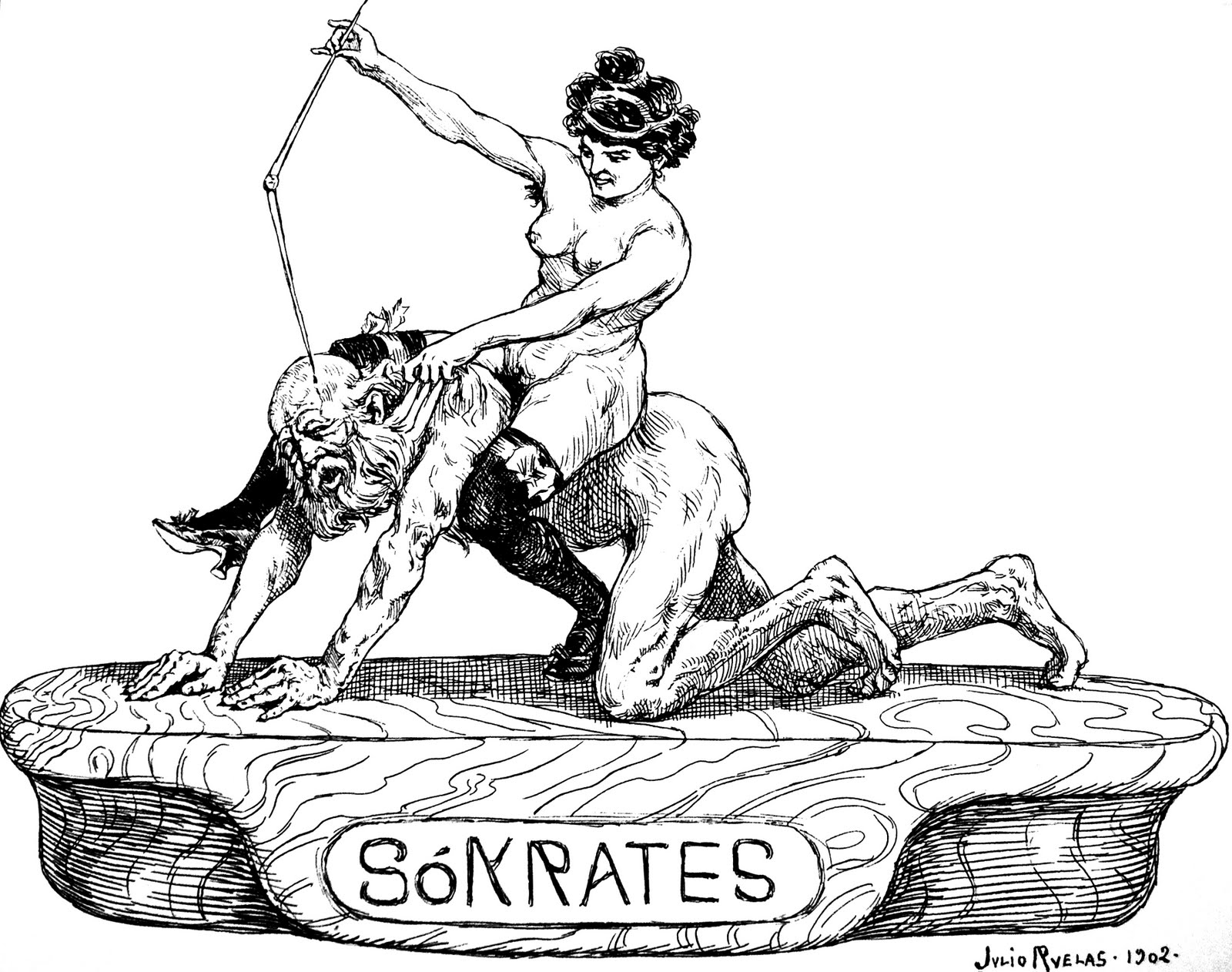
Сократ (1902)

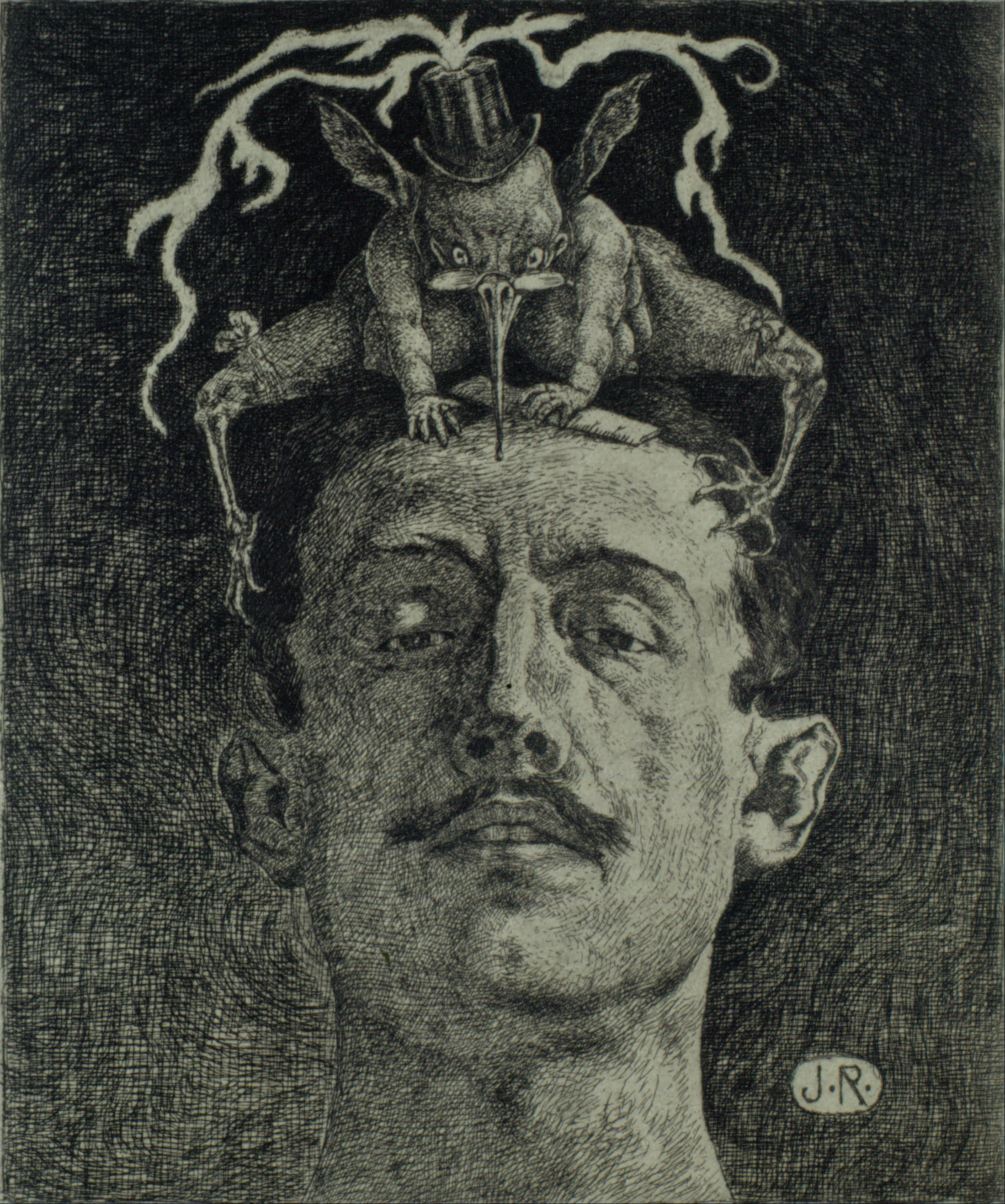
Критики (автопортрет) ок. 1907

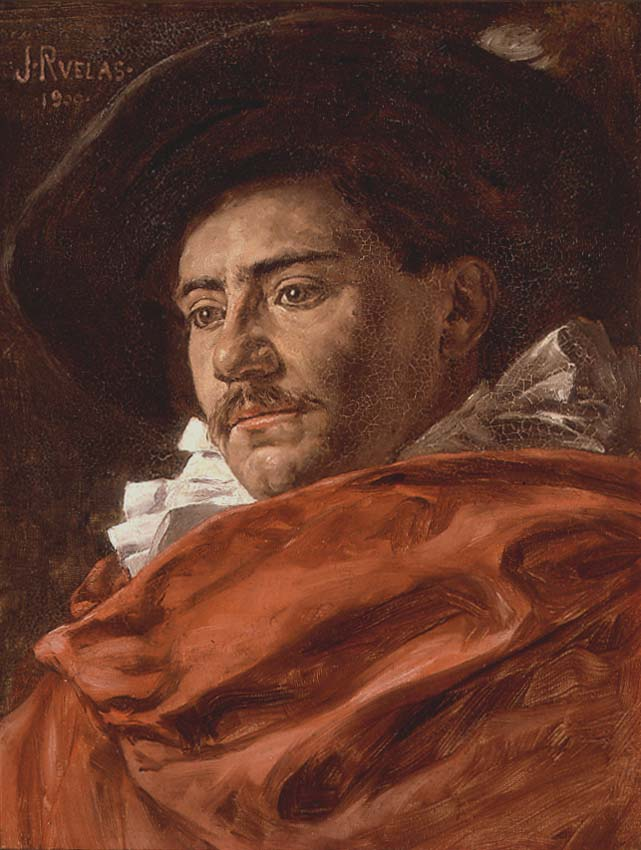
Мужской портрет (1900)

Родился в семье с художественными наклонностями.
С 1887 года изучал живопись в Национальной школе искусств в Мехико, в 1891 году, получив стипендию, продолжил учёбу в Европе в Данцигской художественной академии, где познакомился с Арнольдом Бёклиным и Фелисьеном Ропсом, которые оказали сильное влияние на творчество художника. Брал частные уроки у академического художника Мейербера в Данциге. Продолжил художественное образование в Королевской Академии искусств Сан Карлос в Валенсии.
Завершил учёбу в Карлсруэ, где деятели романтизма также оказали влияние на его рисунки и гравюры.
В 1895 году вернулся в Мексику. Преподавал в Академии Сан-Карлос в Мехико, путешествовал с художниками и интеллектуалами по стране, в 1898 году он был соучредителем журнала Revista Moderna, в котором был главным иллюстратором. В 1904 году, получив французскую государственную стипендию, отправился в Париж, где работал в студии Марии Казин, изучал графику.
Последние три года своей жизни провёл в Париже, где и скончался 16 сентября 1907 года от туберкулёза .
Похоронен на кладбище Монпарнас.

## Творчество
Автор пейзажей, натюрмортов, иллюстраций, но особенно выделялся портретами, созданными различными методами, фактурой и иконографией, отличающиеся точностью штрихов и фиксации нюансов, а также знанием рисунка.